# Luhy (okres Rachov)
Luhy, ukrajinsky Луги, maďarsky Láposmező, jsou obec v bohdanské vesnické komunitě (hromadě), v okrese Rachov, v Zakarpatské oblasti na Ukrajině. Osadou obce Luhy je Hoverla. V roce 2025 zde žilo 1164 obyvatel; v celé obci pak 1600 obyvatel.
Místní částí Luhů je Tyščora, ukrajinsky Тищора, kde je řeckokatolický kostel sv. Michala  a komplex monastýru Serafima Sarovského. Jedná se o jednu z nejvýše položených náboženských budov na Ukrajině.